# Canal galactophore
 (mai 2016).
Les canaux galactophores sont les structures anatomiques tubulaires ramifiées qui conduisent le lait excrété par les glandes mammaires, des lobules mammaires au mamelon.
Les canaux galactophores sont d'abord intralobulaires, puis interlobulaires (épithélium cubique avec présence de cellules myoépithéliales) et enfin interlobaires, bordés d'un épithélium pavimenteux stratifié. Dans le mamelon au centre de l'aréole les canaux galactophores décrivent une dilatation pour former des sinus lactifères où le lait est censé s'accumuler entre les tétées. Les recherches semblent cependant montrer que ces sinus lactifères n'existent pas. Hors période de lactation le canal galactophore est protégé par une couche de kératine. Ce bouchon empêche les bactéries de coloniser le conduit lactifère des femmes non allaitantes.
L'épithélium pavimenteux stratifié joue un rôle prépondérant dans la régulation de la production, la conservation et la résorption du lait. Les cellules de l'épithélium stratifié partagent des jonctions serrées, régulées par des hormones, des facteurs locaux comme la pression et la concentration de caséine.